# World 1-1
World 1-1 é a primeira fase de Super Mario Bros. (1985), um jogo eletrônico de plataforma desenvolvido e publicado pela Nintendo para o Nintendo Entertainment System. A fase foi projetada por Shigeru Miyamoto para ser um tutorial para novos jogadores, orientando-os como saltar em cada plataforma e para o restante do jogo. World 1-1 é uma das fases mais emblemáticas dos jogos eletrônicos e foi amplamente imitada e parodiada.

## Projeto de jogo

### Filosofia
Durante a terceira geração de consoles de jogos eletrônicos, tutoriais que explicavam a mecânica de um jogo eram raros, e os jogadores eram orientados a descobrir como um jogo funcionava através de seu level design. As fases iniciais dos jogos do Nintendo Entertainment System, como Metroid, The Legend of Zelda e Super Mario Bros., são projetadas de tal forma que os jogadores são forçados a explorar a mecânica do jogo para poder avançar. Super Mario Bros. é o primeiro jogo com rolagem lateral do Mario e um dos primeiros jogos dirigidos e projetados por Shigeru Miyamoto. Em vez de confrontar o jogador com obstáculos indiscriminadamente, a primeira fase de Super Mario Bros. introduz uma variedade de perigos e objetos, forçando o jogador a interagir com eles enquanto avança na fase.
Em uma entrevista à Eurogamer, Miyamoto explicou que ele projetou o World 1-1 para conter tudo o que um jogador precisa "entender gradual e naturalmente o que está fazendo", para que eles possam compreender rapidamente como o jogo funciona. Segundo Miyamoto, uma vez que o jogador entende a mecânica do jogo, ele poderá jogá-lo mais livremente e se tornará "o jogo deles".

### Execução

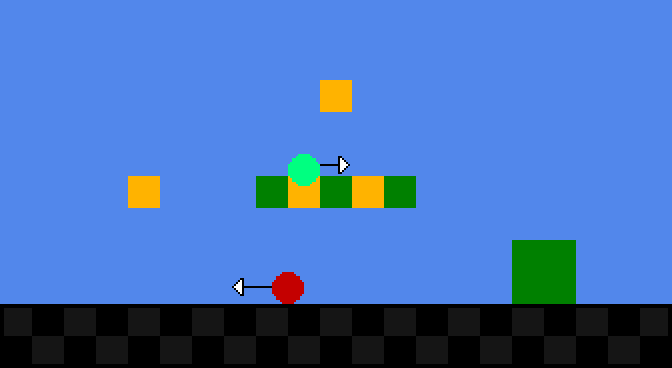
Diagrama esquemático do começo do World 1-1. O Goomba (vermelho) caminha em direção ao Mario e deve ser pulado. O cogumelo (verde claro) aparece após esbarrar no bloco dourado por baixo e inicialmente vai para a direita, até cair da plataforma e saltar contra o cano (verde). O cogumelo então se vira e rola na direção de Mario, que pode facilmente recebê-lo nesse momento.

No início do World 1-1, o jogador — assumindo o controle de Mario — encontra um Goomba se aproximando lentamente. De acordo com a 1UP.com, é provável que esse primeiro inimigo mate um novo jogador, mesmo que o inimigo possa ser facilmente evitado saltando sobre ele. Como muito pouco progresso é perdido, o jogador aprende com a derrota e pode tentar novamente. Passando esse Goomba, vem uma formação de blocos, alguns dos quais são coloridos em dourado e marcados com um ponto de interrogação. Ao esbarrar em um dos blocos dourados por baixo, uma moeda sai. Segundo Miyamoto, ver uma moeda sair vai "fazer o jogador feliz" e querer repetir a ação. Fazer isso pelo segundo bloco dourado faz um cogumelo sair; um power-up, sem o conhecimento do jogador. O jogador aprendeu com o Goomba que seres em forma de cogumelo são ruins, então, naturalmente, o jogador tentará pular sobre o cogumelo para evitá-lo; no entanto, os blocos são organizados de tal maneira que um jogador novato, que tentará se esquivar do cogumelo, será desviado pelo bloco para baixo e cairá imediatamente sobre o cogumelo. Ser tocado pelo cogumelo irá fazer Mario crescer em tamanho, outro reforço positivo.
Após essa formação de bloco, surge uma série de quatro obstáculos verticais em tubos que devem ser saltados. Cada um tem uma altura diferente, ensinando sutilmente o jogador que quanto mais ele segurar o botão de pulo, maior será o salto. Ao encontrar canos de tamanhos variados, o jogador pode descobrir como usar o botão para correr, porque correndo dá um salto maior sobre eles. Além disso, Miyamoto garantiu que alguns canos tivessem pisos e pudessem ser simplesmente pulados, em vez de forçar o jogador a tentar novamente a fase inteira.
O World 1-1 inclui alguns segredos - como um cano que leva a uma fase bônus e um bloco oculto que contém um cogumelo verde que concede vida extra - que os jogadores podem descobrir em uma rejogabilidade. Alguns tubos também permitem que um jogador pule uma grande parte da fase, para que jogadores mais experientes possam avançar mais rapidamente no jogo.

## Recepção
World 1-1 é citada como uma das fases mais emblemáticas dos jogos eletrônicos, com Chris Kerr, da Gamasutra, descrevendo-a como "lendária". Boston Blake, da Game Rant, classificou World 1-1 entre as melhores fases iniciais dos jogos eletrônicos, bem como um estágio que "acendeu o amor por jogos nos corações dos jogadores de todo o mundo". Jon Irwin, da Paste Magazine, descreveu a fase como uma "aula de mestre em ensinar aos jogadores como jogar".
Jeremy Parish, da 1UP.com, afirmou que "grande parte do sucesso do jogo surgiu do fato de ter equipado os jogadores com as ferramentas para dominá-lo desde o início". Quase todas as mecânicas introduzidas posteriormente no jogo são variações do que o jogador aprende na World 1-1, e as primeiras fases dos jogos posteriores da série (como Super Mario Bros. 3) também se expandem nas mecânicas introduzidas na World 1-1. Parish descreveu o estágio como "a fase única mais imitada, referenciada e parodiada de um jogo eletrônico".

### Legado
A filosofia de design introduzida em Super Mario Bros., descrita como um "aprendizado através do jogo", foi implementada em todos os jogos eletrônicos nos quais Miyamoto trabalhou desde então. World 1-1 influenciou fortemente jogos posteriores da série Super Mario, como a primeira fase de Super Mario 3D World.
Variações da World 1-1 são recriadas com frequência pelos fãs da série Super Mario Maker. Exemplos incluem uma versão mais difícil, na qual são adicionadas dezenas de barras giratórias na fase, uma versão na qual o estágio precisa ser escalado verticalmente e a versão da World 1-1, que se reproduz automaticamente.